# Morville-sur-Seille
Morville-sur-Seille é uma comuna francesa na região administrativa de Grande Leste, no departamento de Meurthe-et-Moselle. Estende-se por uma área de 5,34 km². Em 2010 a comuna tinha 149 habitantes (densidade: 27,9 hab./km²).